# المادة الرمادية
المادة الرمادية هي أحد العناصر الأساسية في الجهاز العصبي المركزي تتكون من أجسام خلايا عصبية وإسفنجات العصبونات (بالإنجليزية: neuropil)‏ (تغصنات ومحاور عصبية ميالينية ومحاور عصبية عديمة الميالين) وخلايا دبقية وشعيرات دموية.
تتميز المادة الرمادية عن المادة البيضاء باحتوائها على العديد من أجسام الخلايا وعدد قليل نسبيًا من المحاوير المغمدة بالنخاعين، بينما تتألف المادة البيضاء بشكل رئيسي من المحاوير المغمدة بالنخاعين طويلة المدى وتحتوي على كمية قليلة نسبيًا من أجسام الخلايا. يعود اختلاف اللون بشكل رئيسي إلى لون الميالين الأبيض. في النسج الحية، تأخذ المادة الرمادية في الحقيقة لونًا رماديًا فاتحًا مائلًا إلى الأصفر أو الوردي، إذ يرجع ذلك إلى الأوعية الدموية الشعرية وأجسام الخلايا العصبونية.

## الأهمية السريرية
ارتبط الاستهلاك المفرط للكحول مع انخفاض حجم المادة الرمادية بشكل معتبر. لا يرتبط التعاطي قصير الأمد للقنب الهندي (30 يوم) مع أي تغيرات في المادة الرمادية أو البيضاء. مع ذلك، أظهرت العديد من الدراسات المقطعية أن التعاطي طويل الأمد للقنب الهندي مرتبط بانخفاض حجم المادة الرمادية في كل من الحصين، واللوزة الدماغية، والقشرة الصدغية الإنسية وقشرة فص الجبهة، إلى جانب زيادة حجم المادة الرمادية في المخيخ. يؤدي التعاطي طويل الأمد للقنب الهندي أيضًا إلى تغيرات في المادة البيضاء وسلامتها مع التقدم في العمر، إذ يحدث التغير الأشد عند التعاطي المفرط للقنب خلال مرحلة المراهقة والفترة المبكرة من البلوغ.
تؤدي بعض الأدوية أيضًا إلى إحداث تغيرات على بنية المادة الرمادية.
عزز اللعب الاعتيادي لألعاب الفيديو الحركية من تقلص المادة الرمادية في الحصين بينما أدت ألعاب المنصات ثلاثية الأبعاد إلى زيادة حجم المادة الرمادية في الحصين.
يختلف النساء والرجال المتكافئون في معدل الذكاء في نسبة المادة الرمادية إلى البيضاء في مناطق الدماغ القشرية المرتبطة بالذكاء.
يسبب الحمل تغيرات جوهرية في بنية الدماغ، وخاصة تقلص حجم المادة الرمادية في المناطق المسؤولة عن المعرفة الاجتماعية. يستمر تقلص المادة الرمادية لمدة سنتين على الأقل بعد الحمل. يمكن مقارنة ملف تغيرات دماغ المرأة الحامل مع تلك التي تحدث خلال مرحلة المراهقة، التي تمثل مرحلة انتقالية مشابهة هرمونيًا من الحياة.

## روابط خارجية
- Why Gray Matter is Gray